# Liabum
Liabum es un género de plantas fanerógamas perteneciente a la familia de las asteráceas. Comprende 210 especies descritas y de estas, solo 32 aceptadas. Es originario de Sudamérica.

## Descripción
Son hierbas gruesas o subarbustos débilmente sufruticosos, 1–2 m de alto; tallos superiores densamente blanco-tomentosos, a veces con manchas obscuras. Hojas opuestas, ovadas a ampliamente elípticas o lanceoladas, 8–15 (–20) cm de largo y 5–10 (–12) cm de ancho, ápice acuminado, base aguda a cuneada o acuminada, decurrente sobre el pecíolo, márgenes remotamente denticulados, haz glabra, envés densamente blanco-tomentoso, conspicuamente 3-nervias cerca de la base; pecíolos hasta 5 cm de largo, anchamente alados, con alas auriculadas en la base, amplexicaules o connadas en los nudos. Capitulescencias cimoso-paniculadas, terminales y axilares; capítulos inconspicuamente radiados, 8–9 mm de largo y 5–7 mm de ancho; involucros acampanados; filarias en 5–6 series, imbricadas, angostamente lanceoladas, agudas a acuminadas, las exteriores de 2 mm de largo y ca 0.4 mm de ancho, glabras o delicadamente aracnoide-tomentosas, las internas de 7 mm de largo y ca 0.6 mm de ancho; receptáculos convexos, paleáceos con aristas subuladas irregulares, 0.5–1.5 mm de largo; flósculos del radio en 1–2 series, fértiles, las corolas amarillas, las lígulas 1–3 mm de largo, ápice hendido, el tubo angosto, ca 4 mm de largo, ramas del estilo lineares; flósculos del disco 50–60, las corolas angostamente infundibuliformes, amarillas, el tubo ca 2.5 mm de largo, el limbo ca 1 mm de largo, los lobos lineares, de 1 mm de largo. Aquenios cilíndricos a subturbinados, ca 1 mm de largo, 10-acostillados, hispídulos; vilano de cerdas capilares, escabrosas, en 1 serie, ca 5 mm de largo.

## Taxonomía
El género fue descrito por Michel Adanson y publicado en Familles des Plantes 2: 131, 570. 1763.

## Especies aceptadas
A continuación se brinda un listado de las especies del género Liabum aceptadas hasta julio de 2012, ordenadas alfabéticamente. Para cada una se indica el nombre binomial seguido del autor, abreviado según las convenciones y usos.
- Liabum acuminatum Rusby
- Liabum amplexicaule Poepp.
- Liabum asclepiadeum Sch.Bip.
- Liabum asperifolium Muschl.
- Liabum barahonense Urb.
- Liabum bourgeaui Hieron.
- Liabum brachypus (Rydb.) S.F.Blake
- Liabum crispum Sch.Bip.
- Liabum cubense Sch.Bip.
- Liabum eggersii Hieron.
- Liabum ericoides (Lam.) Less.
- Liabum falcatum Rusby
- Liabum grandiflorum (Kunth) Less.
- Liabum igniarium Less.	- yerba de santa María, yurapanga de Quito.[4]
- Liabum longifolium (Rusby) S.F.Blake
- Liabum melastomoides (Kunth) Less.
- Liabum nigropilosum Hieron.
- Liabum oblanceolatum Urb. & Ekman
- Liabum ovatifolium Urb.
- Liabum poiteaui (Cass.) Urb.
- Liabum polycephalum Urb. & Ekman
- Liabum saloyense Domke
- Liabum sandemannii H. Rob.
- Liabum selleanum Urb.
- Liabum solidagineum (Kunth) Less.
- Liabum stipulatum Rusby
- Liabum subacaule Rydb.
- Liabum subumbellatum Rusby
- Liabum trianae H.Rob.
- Liabum umbellatum (L.) Sch.Bip.
- Liabum valerioi Standl.
- Liabum wrightii Griseb.